# Patricia Amenta
Patricia Amenta (Caracas, Venezuela, 3 de febrero de 1990) es una actriz y modelo venezolana. Es conocida por sus obras teatrales y sus apariciones en telenovelas venezolanas.

## Carrera
Amenta inició su carrera actoral con el Grupo Teatral Séptimo Piso en el 2009. En 2011 comenzó en el mundo del modelaje de la mano de la diseñadora venezolana Daniela Lazo. Ha estado en varias obras teatrales, entre las cuales se destacan Romeo y Julieta de William Shakespeare, y Ascenso y caída de la ciudad de Mahagonny de Bertolt Brecht. Su debut en televisión fue en el 2014 en la telenovela Corazón esmeralda en donde interpretó a «Corina». En el 2015 interpreta a «Yeli García» en la telenovela Piel salvaje. En ese mismo año empezó a grabar la telenovela Corazón traicionado, la cual se estrenó dos años después en Venezuela por Televen. En el 2017 obtuvo su primer papel protágonico en la telenovela, Ellas aman, ellos mienten. La producción comenzó a filmarse en 2017, y concluyó en ese mismo año.

## Filmografía
| Año  | Título                    | Rol              | Notas                    |
| ---- | ------------------------- | ---------------- | ------------------------ |
| 2014 | Corazón esmeralda         | Corina           | Recurrente; 13 episodios |
| 2015 | Piel salvaje              | Yelí González    |                          |
| 2018 | Corazón traicionado       | Patricia Santana |                          |
| 2018 | Ellas aman, ellos mienten | Ana Isabel Díaz  | Rol principal            |
| 2019 | Capítulo 0                | Rosaura          |                          |